# Madeleine angevine

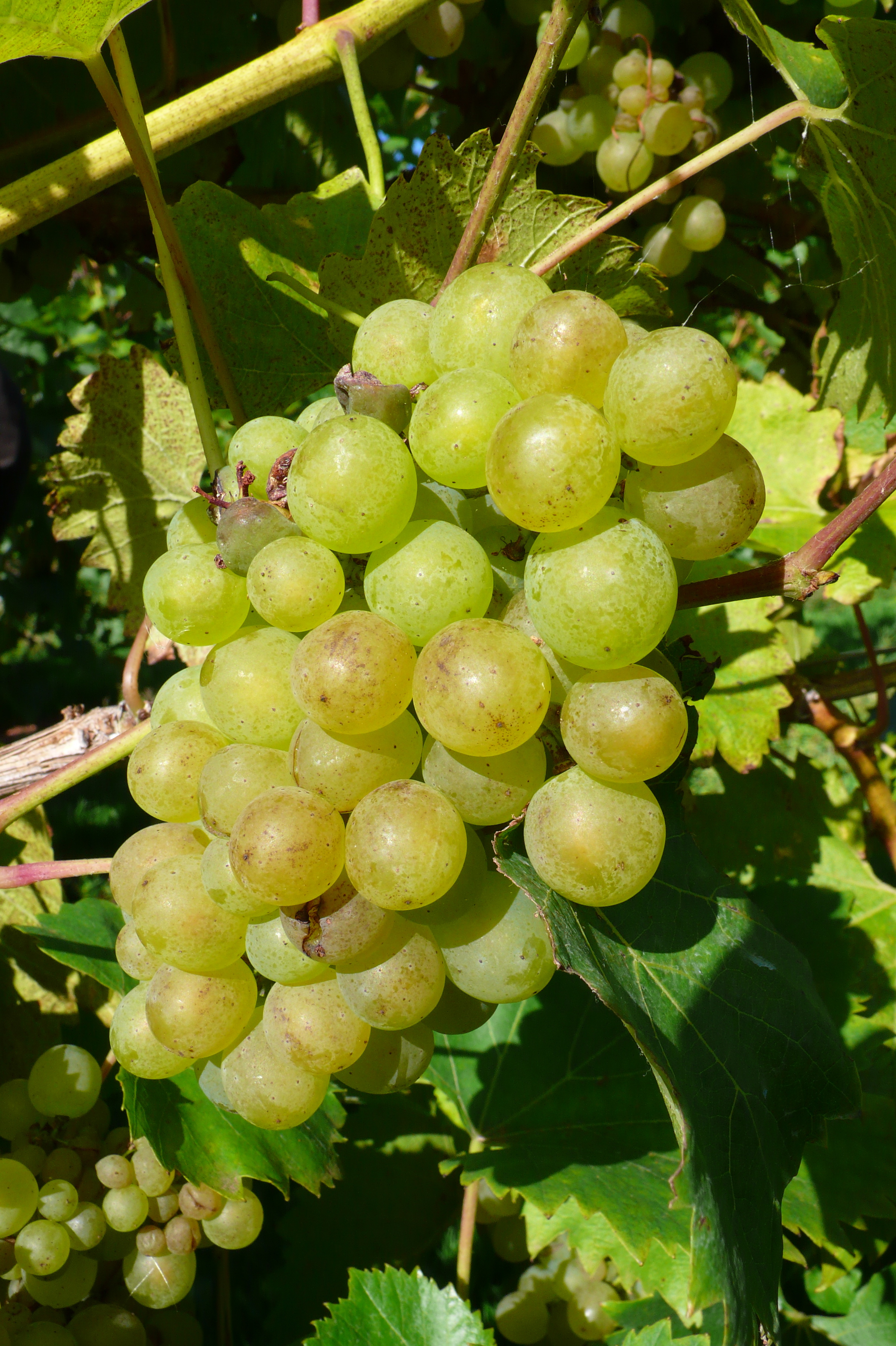
Racimo de madeleine angevine en Inglaterra.

La madeleine angevine es una uva blanca del valle del Loira, Francia, que también es popular en Alemania, Kirguistán y en el estado de Washington de Estados Unidos. 
Es una uva de maduración temprana. Es un cruce entre las variedades madeleine royale y précoce de maligre, que crecen en climas más fríos. La madeleine angevine produce un vino atractivo y afrutado, con aromas florales similares al del vino pinot noir de Alsacia. Es fresco, ácido y seco y acompaña particularmente bien a mariscos como cangrejos y otras.
La madeleine angevine se cruzó con la silvaner geilweilerhof para crear las uvas noblessa y forta. Se cruzó con la traminer para hacer la uva comtessa.
En el estado de Washington, la uva ha generado admiración en la región de Puget Sound por su carácter floral y por ser fácil de beber.

## Sinónimos

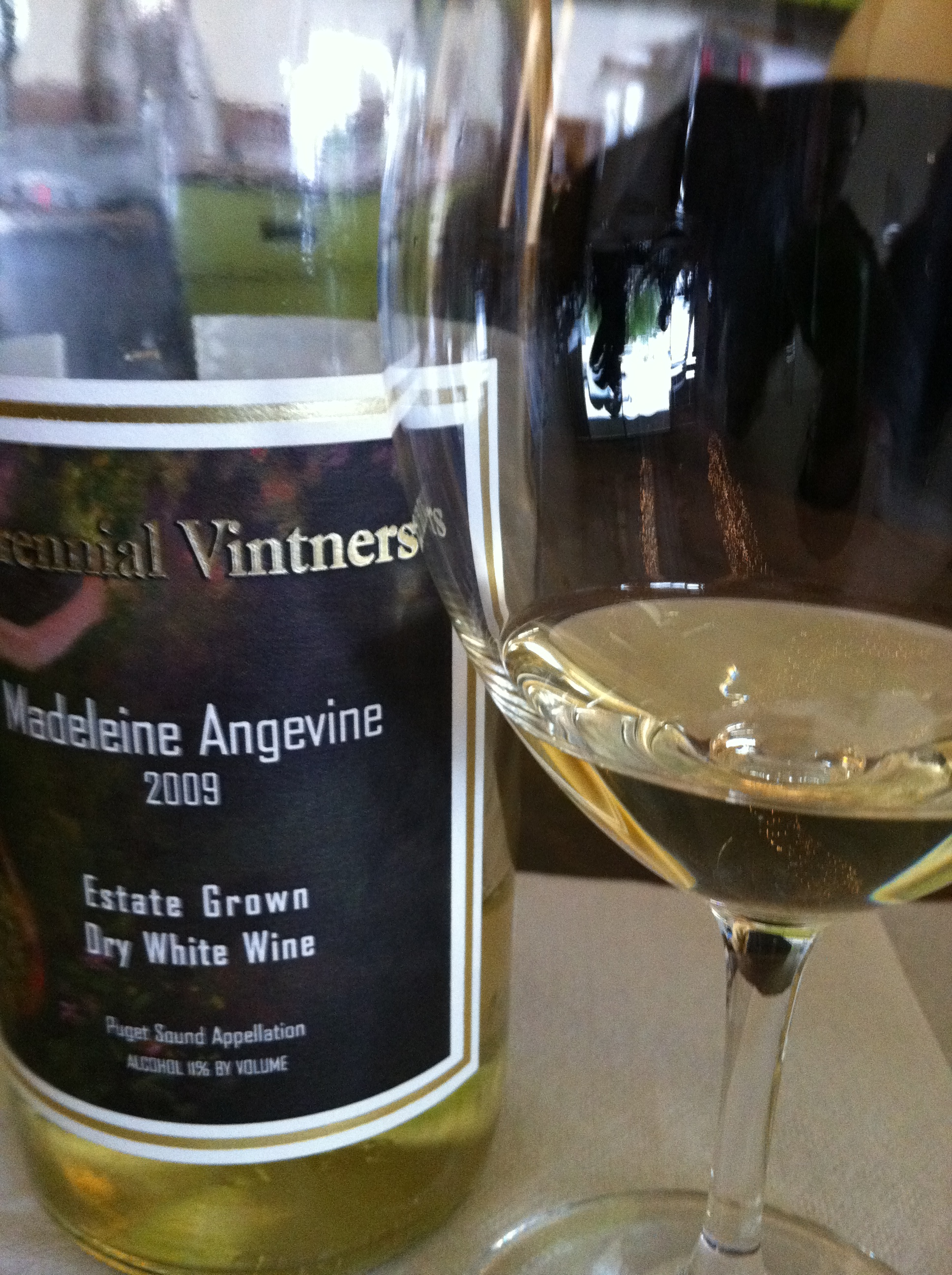
Un vino de madeleine angevine del estado de Washington.

La madeleine angevine también es conocida por los sinónimos azhupskaja mladenka, chasselas de talhouet, juliusi magdolna, korai magda, maddalena angevina, madelaine angevine, madlen angevine, madlen anzevin, madlen anzhevin, madlen anzhuiskaya, madlenka rana, magdalene angevine, magdalenka skora, magdalina anzhuiskaya, margitszoeloe, petrovskii y republician.